# عبيد (جبل)
جبل عبيد هو جبل في سراة بلاد بلقرن غربي مدينة سبت العلاية في محافظة بلقرن يميل للون الأحمر ويرتفع عما سواه في المنطقة، ومنه يسيل وادي العين، وتكثر فيه الغابات والصخور المنقوشة، ويتصل به جبل الوسماء.